# 55e régiment d’infanterie
Das 55e régiment d’infanterie  war ein französisches Infanterieregiment (zuletzt der Gebirgsinfanterie), das bis 1940 bestand. In der königlichen Armee des Ancien Régime führte es bis zum 1. Januar 1791 die Ranglistennummer 19.

## Aufstellung und signifikante Änderungen
- 11. Juni 1644: Aufstellung des Régiment de Condé durch einen Lettre de cachet
- 1650: kassiert[1]
- 1651: wieder aufgestellt
- 1651: kassiert
- 7. November 1659: wieder aufgestellt
- 1. Januar 1791: Umbenennung in 55e régiment d’infanterie de ligne (ci–devant Condé)[2]
- 3. Mai 1794: Im Zuge der Premier amalgame wurde das 2. Bataillon zur Aufstellung der 110e demi-brigade de bataille verwendet.
- 20. Juni 1794: das 1. Bataillon wurde zur Aufstellung der 109e demi-brigade de bataille verwendet. Damit endet zunächst die Traditionslinie des Regiments.

- 1803: Die 55e demi-brigade d’infanterie (Deuxième amalgame), zusammengesetzt aus dem

1. Bataillon des vormaligen 28e régiment d’infanterie
2. und 3. Bataillon de volontaires de l’Ardèche (2. und 3. Freiwilligenbataillon der Ardeche) wurde zum 55e régiment d’infanterie de ligne
- 1815: am 16. August wurde das Regiment in Avignon aufgelöst. Das Personaldepot wurde zur Aufstellung der neuen Einheit „Légion du Vaucluse“[4] verwendet. Im Jahre 1820 wurde aus der „Légion du Vaucluse“ das „18e régiment d’infanterie léger“ (18. Leichtes Infanterieregiment) gebildet.
- 1820: die „72e légion de la Seine“ wurde zum neuen „55erégiment d’infanterie“.
- 1830: Mit Befehl vom 18. September wurde ein viertes Bataillon aufgestellt. Das Regiment hatte jetzt eine Personalstärke von 3000 Mann.[5]
- Nach dem Ersten Weltkrieg wurde das Regiment aufgelöst
- 1939: Bei Kriegsbeginn erfolgte eine Neuaufstellung als 55erégiment d’infanterie alpine (55. Gebirgs-Infanterieregiment)

## Mestres de camp/Colonels/Chefs de brigade
Mestre de camp war von 1569 bis 1661 und von 1730 bis 1780 die Rangbezeichnung für den Regimentsinhaber und/oder für den mit der Führung des Regiments beauftragten Offizier. Die Bezeichnung „Colonel“ wurde von 1721 bis 1730, von 1791 bis 1793 und ab 1803 geführt.
- 11. Juni 1644: Henri II. de Bourbon, prince de Condé
- 31. Dezember 1646: Louis II. de Bourbon, prince de Condé
- 28. Dezember 1686: Louis III. de Bourbon, prince de Condé
- 1. April 1710: Louis IV. Henri de Bourbon, prince de Condé
- 27. Januar 1740 bis 1792: Louis V. Joseph de Bourbon, prince de Condé.

Nach 1792 gab es keine Regimentsinhaber mehr.
Sollte es sich, wie im vorliegenden Fall, bei dem Mestre de camp/Colonel um eine Person des Hochadels handeln, die an der Führung des Regiments kein Interesse hatte, so wurde das Kommando dem „Mestre de camp lieutenant“ (oder „Mestre de camp en second“) respektive dem Colonel-lieutenant oder Colonel en second überlassen.
- 11. Juni 1644: ? comte de Royer de Saint-Micauld (Mestre de camp-lieutenant)
- 25. Juli 1648: Charles-Antoine de Humes, Comte de Cherizy (Mestre de camp-lieutenant)
- 26. Februar 1651: Guillaume Le Sens, marquis de Folleville (Mestre de camp-lieutenant)
- 13. September 1651: ? de Montsaulnin, marquis de Montal (Mestre de camp-lieutenant)
- 20. Januar 1660: Philippe-Emmanuel de Royer, comte de Saint-Micauld (Mestre de camp-lieutenant dann Colonel-lieutenant)
- 30. März 1673: Louis de Mailly, marquis de Nesle (Colonel-lieutenant)
- November 1688: Comte de Montmorency (Colonel-lieutenant)
- 15. Juli 1695: Marc, chevalier de Montmorency (Colonel-lieutenant)
- 18. April 1710: Philippe-Claude de Beaufort, marquis de Montboissier (Colonel-lieutenant)
- 29. März 1712: Pierre-Charles Regnault, comte d’Angennes (Colonel-lieutenant)
- 9. Februar 1713: de Hauteford, comte de Surville (Colonel-lieutenant)
- 28. September 1719: Emmanuel-Dieudonné, marquis de Hauteford (Colonel-lieutenant, dann ab 1721 Mestre de camp -lieutenant)
- 21. Februar 1740: Jean-Louis, marquis de La Tournelle (Mestre de camp-lieutenant)
- 6. Januar 1741: Elzéar-Gaston-Louis-Marie de Forcalquier, marquis de Sabran (Mestre de camp-lieutenant)
- 22. August 1743: Charles-Claude Andrault de Maulevrier, marquis de Langeron (Mestre de camp-lieutenant)
- 7. Mai 1758: Charles-René de Maillé, comte de La Tour-Landry (Mestre de camp-lieutenant)
- 3. Januar 1770: Charles-René, comte de La Belinaye (Mestre de camp-lieutenant, dann ab 1780 Colonel-lieutenant)
- 1. März 1784: Claude-François-Jean-Baptiste-Donatien, comte de Sémaisons (Colonel-lieutenant)
- 21. Oktober 1791: René-Charles-Elisabeth, comte de Ligniville (Colonel)
- 5. Februar 1792: Pierre-Justin Marchand de Villionne (Colonel)
- 8. März 1793: Emmanuel Serviez (Chef de brigade)
- 1793: Chef de brigade Anne-Gilbert La Val

(…)
- 1805: Colonel Jean-Baptiste Silberman. (An seinen Verwundungen am 8. Februar 1807 verstorben.)
- 1807: Colonel René Perier. (Gefallen am 10. Juni 1807)
- 22. Juni 1807: Colonel Henri César Auguste Schwiter
- 1813: Colonel François Morin de Louvigné. (Verwundet am 28. Juli 1813)
- 1815: Colonel Jean-Pierre Monneret
- 1821: Colonel Anne-Léon-Antoine Le Clerc de Juigné
- 1822: Colonel Jacques Pierre Marie de Montlivault
- 1823: Colonel Amable de Fontanges
- 4. Juni 1850: Colonel François Achille Bazaine (1811-1888)
- 1854: Colonel Charles de Maleville[6] Gefallen am 24. Juni 1859 in der Schlacht bei Solferino.

(…)
- 1898: Lieutenant-colonel Jean Baptiste Jules Carbillet.

(…)
- 1914: Colonel Valdant.
- 2. November 1914: Lieutenant-colonel Echard

(…)
- 1939: Lieutenant-colonel Cotinaus

## Uniformierung bis 1794

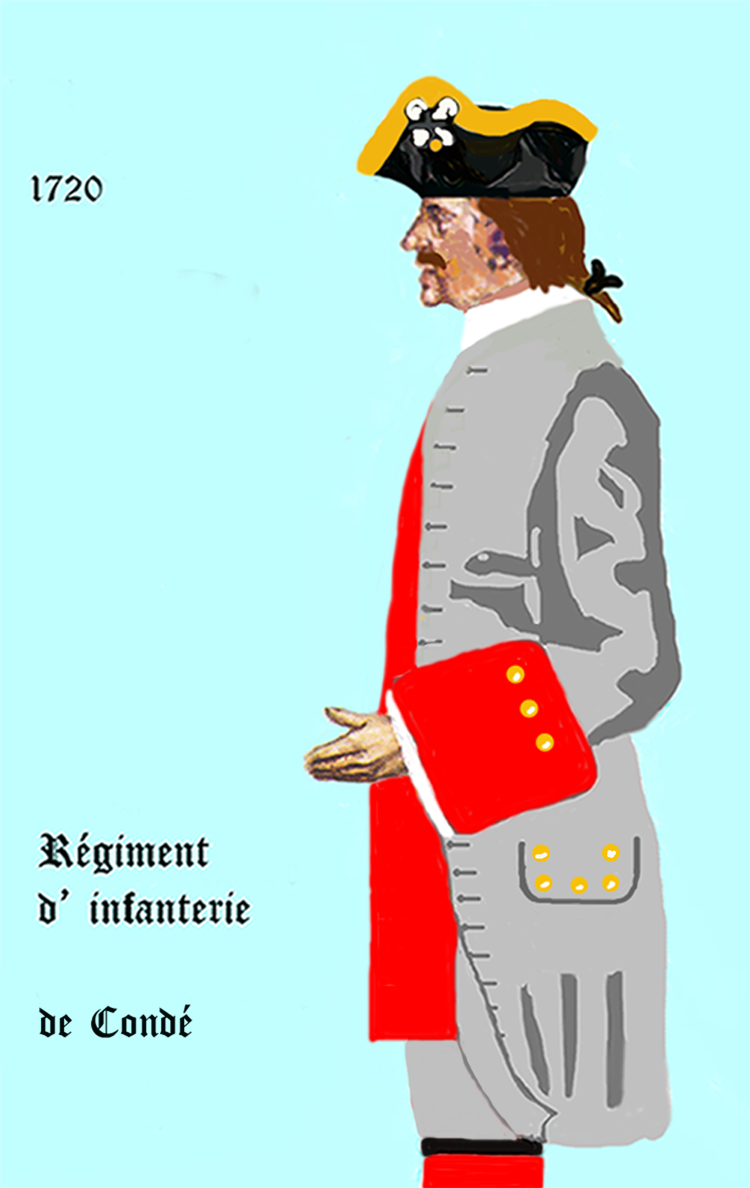
1720 bis 1734
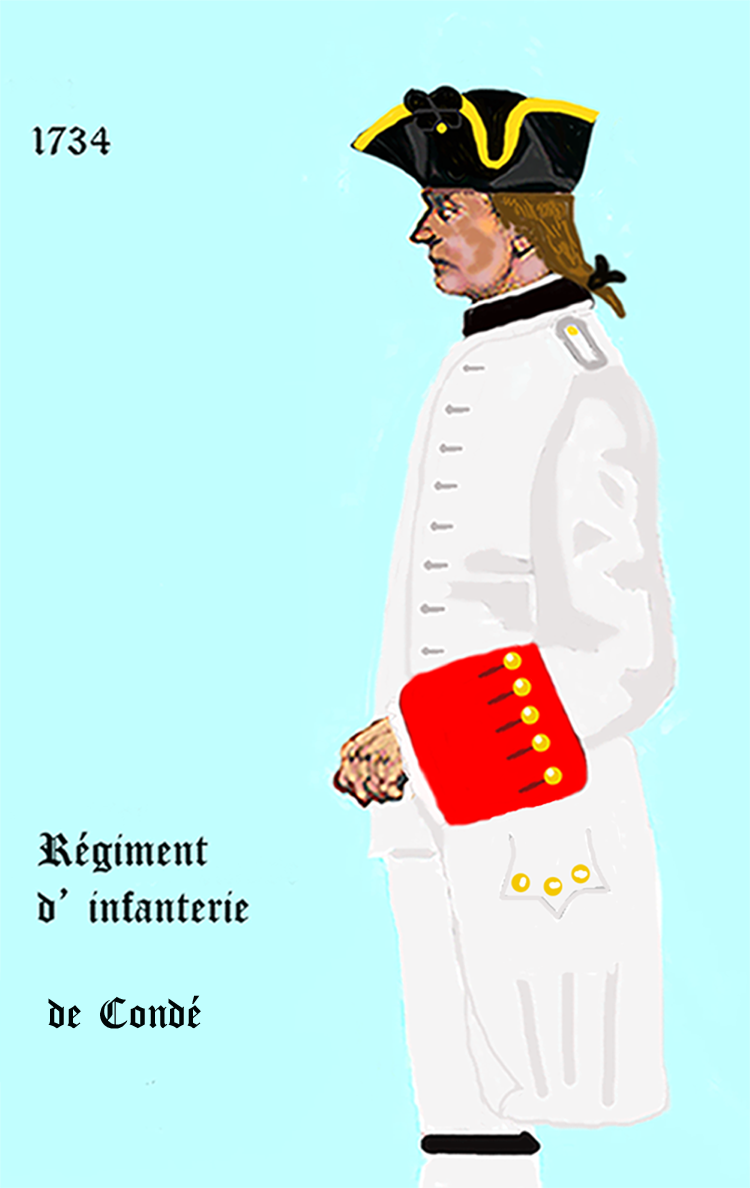
1734 bis 1762
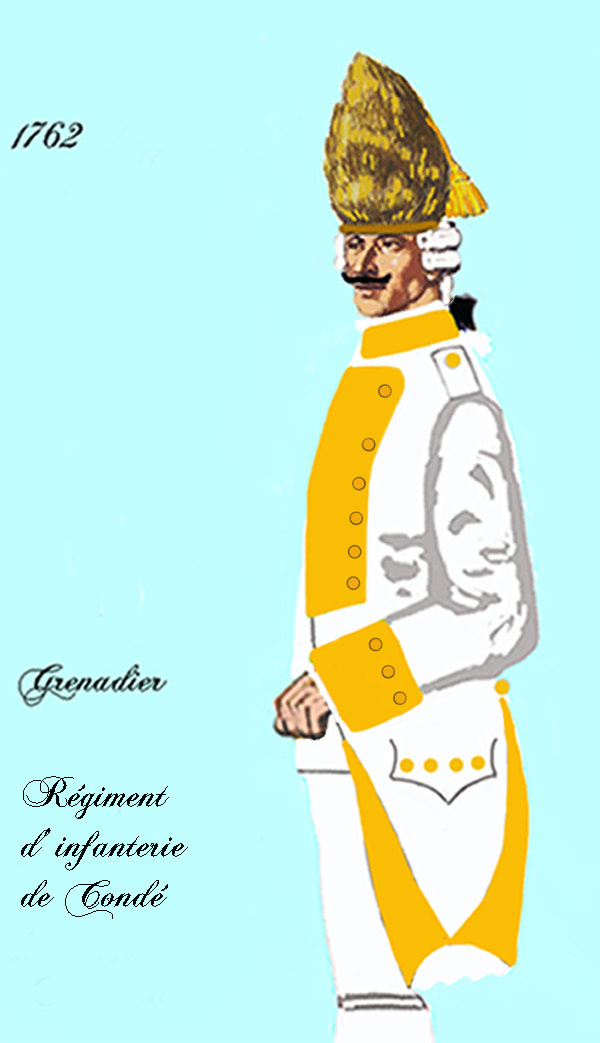
Grenadier des Régiment de Condé 1762 bis 1767
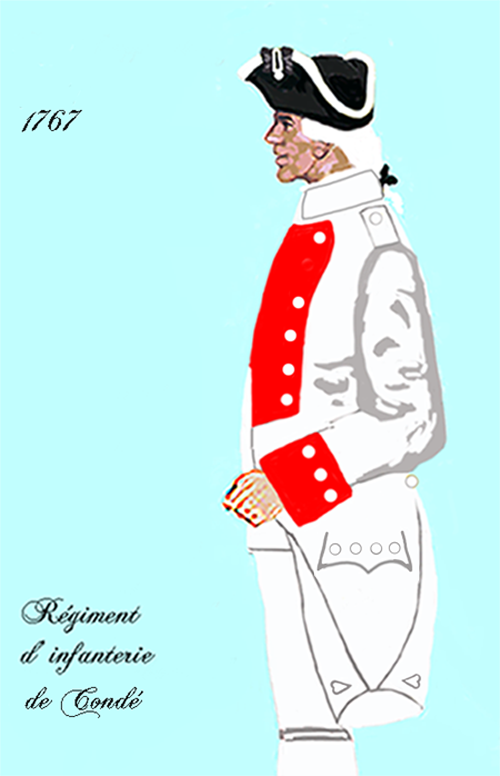
1767 bis 1776
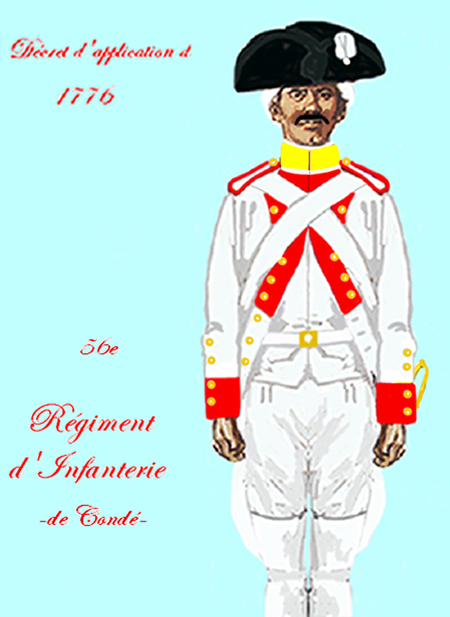
1776 bis 1779
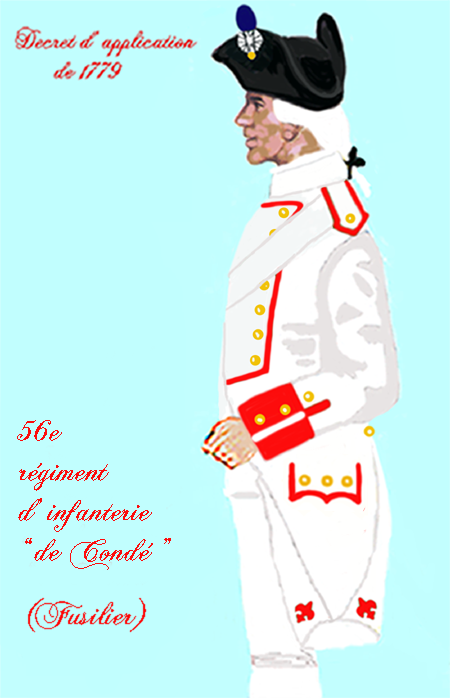
1779 bis 1791
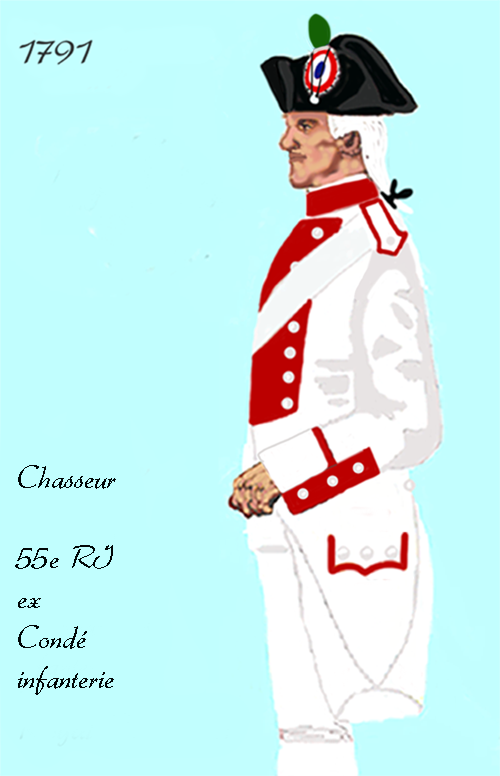
55e régiment d’infanterie de ligne 1791 bis 1792
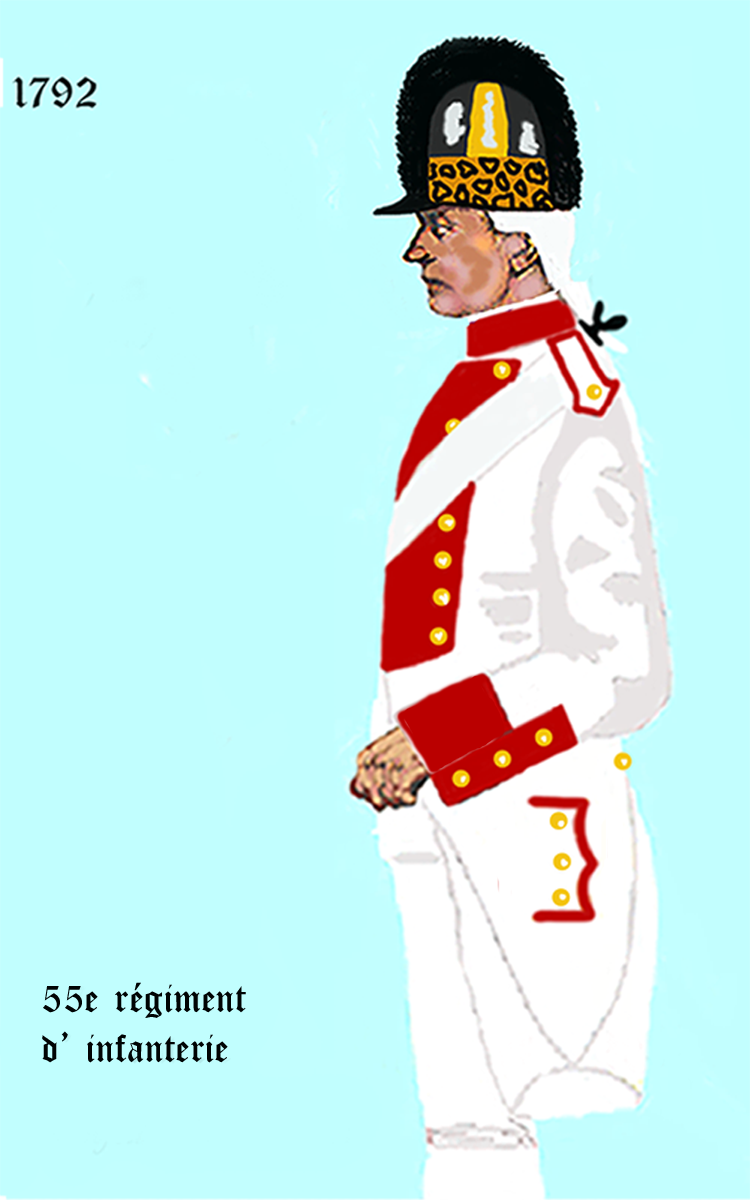
55e régiment d’infanterie de ligne 1792 bis 1794

## Fahnen bis 1794
Das Regiment führte bis 1791 sechs Fahnen, (eine pro Kompanie) davon eine weiße Leibfahne des Regimentsinhabers.

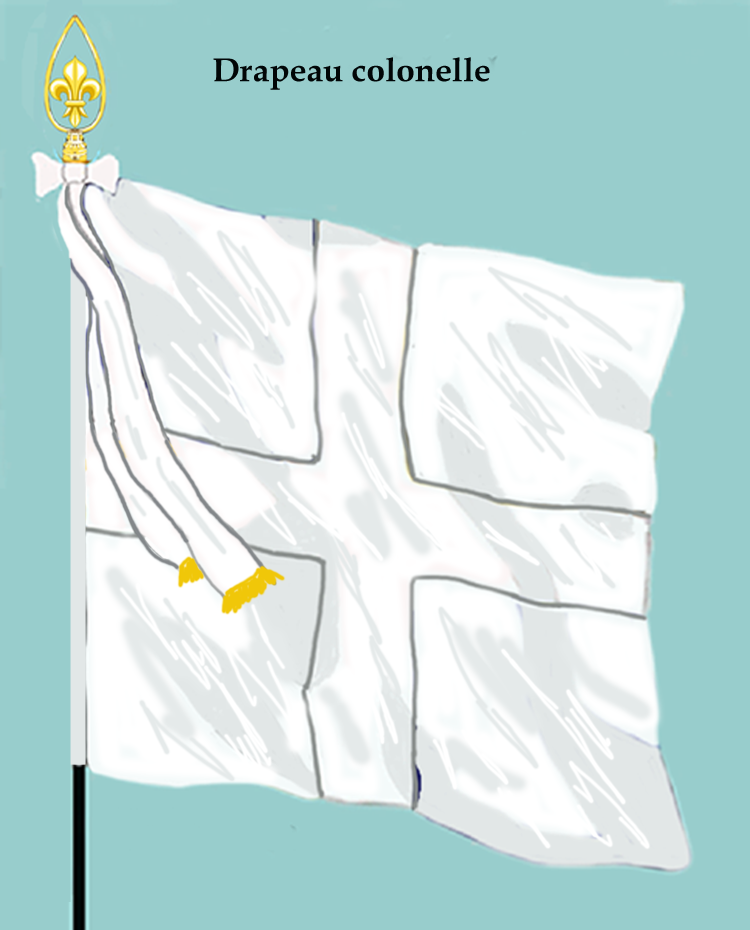
Leibfahne
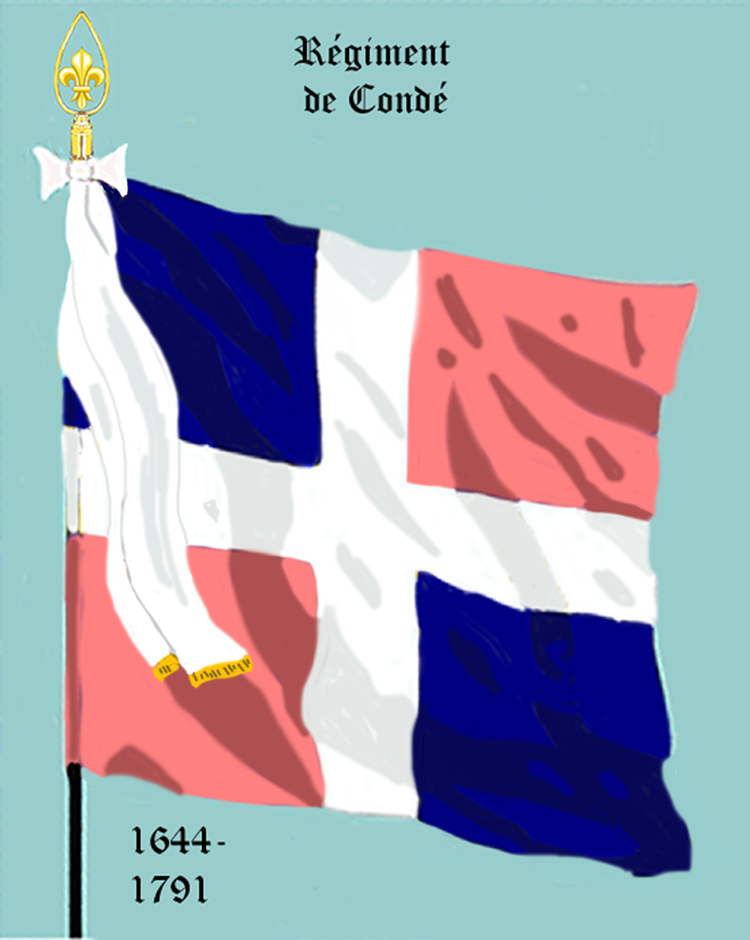
Ordonnanzfahne 1644 bis 1791 (Mit dem weißen Fahnenband ab 1691)
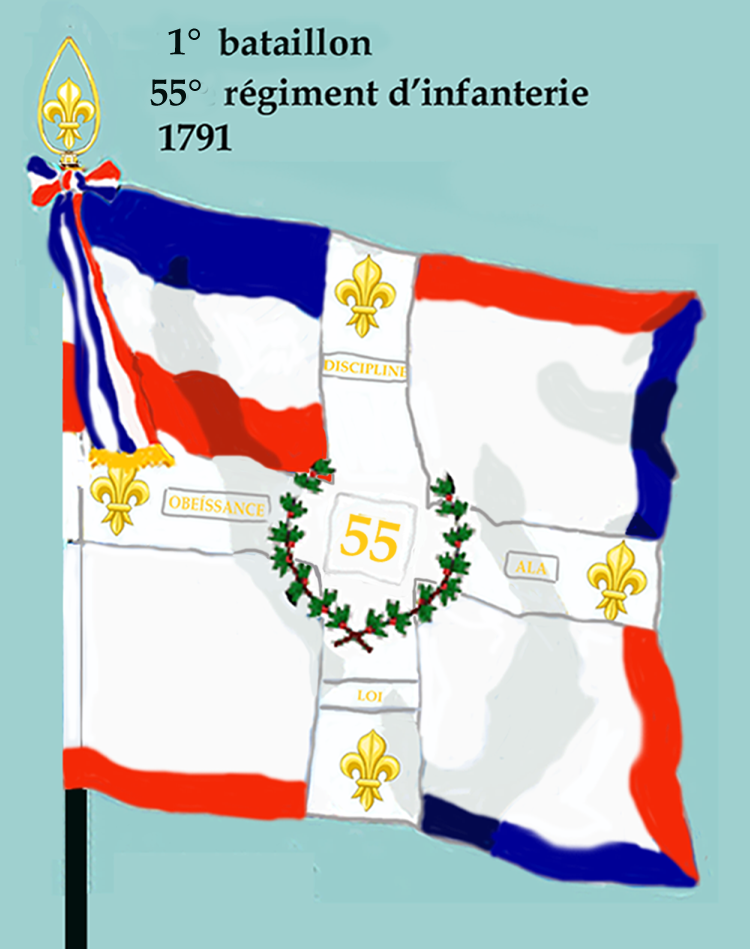
1. Bataillon 1791 bis 1792
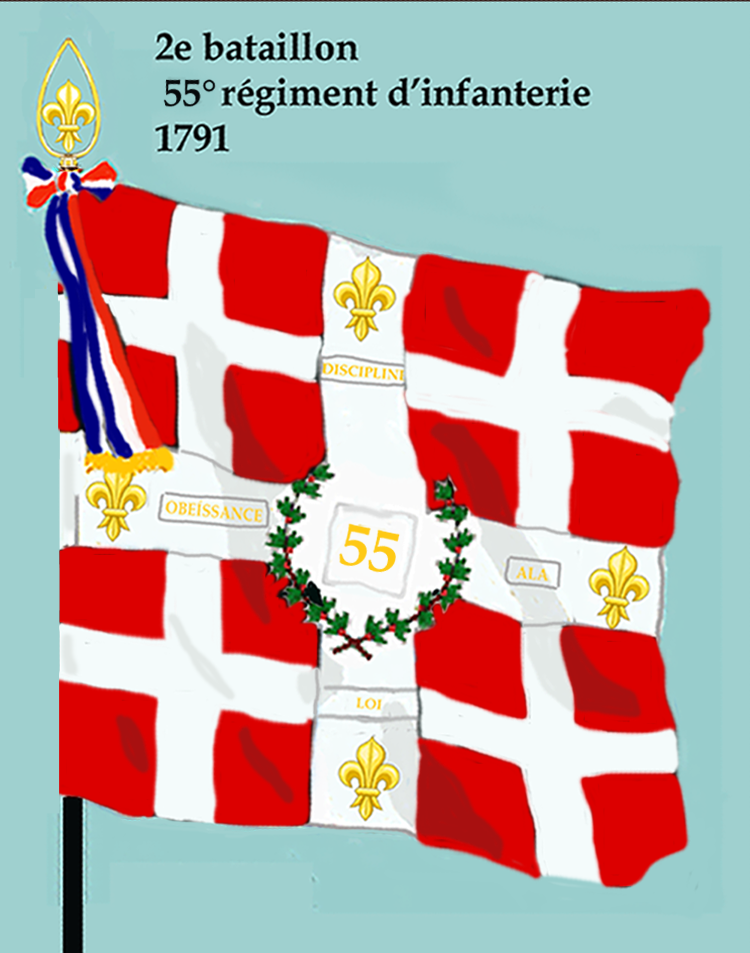
2. Bataillon 1791 bis 1792
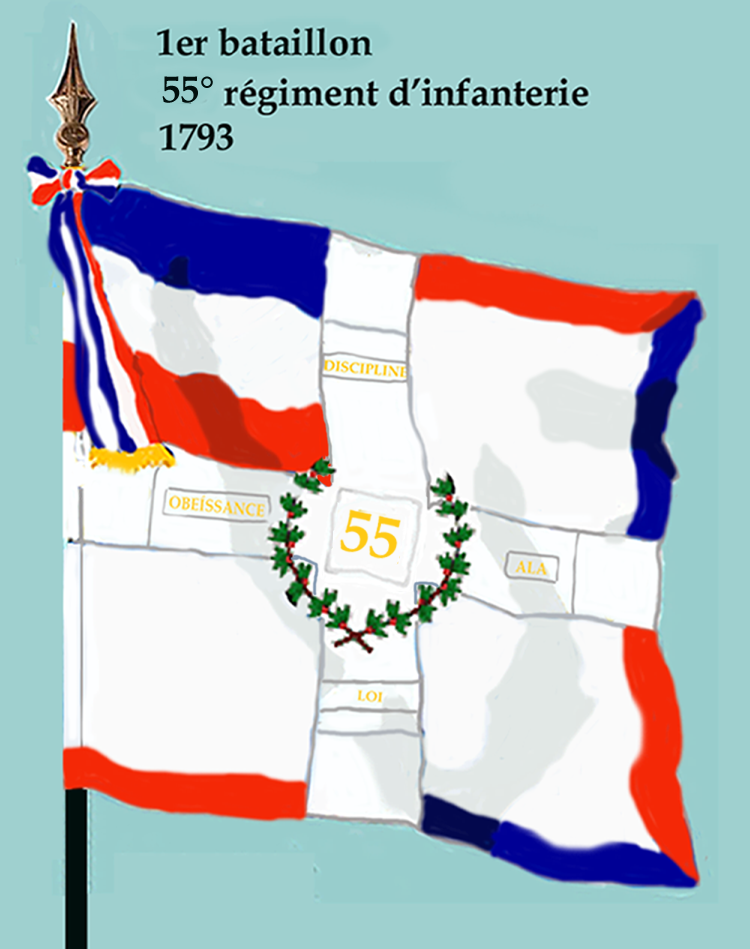
1. Bataillon 1792 bis 1794
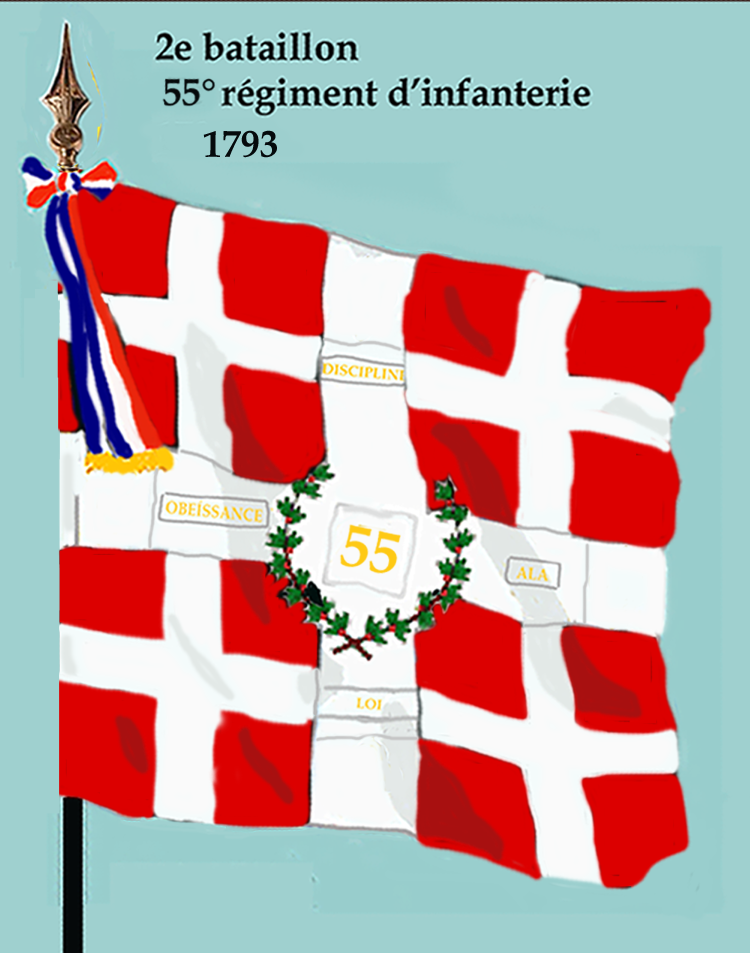
2. Bataillon 1792 bis 1794

## Einsatzgeschichte
Die Ursprünge der Einheit gehen auf das Jahr 1620 zurück, als der Prince de Condé am 5. Juli ein „Regiment zu Fuß“ (Infanterieregiment) aufstellte.
Dieses Corps hatte er im folgenden Jahr seinem Sohn, dem Duc d’Enghien überlassen. Das Regiment wurde am 14. Februar 1623 aufgelöst und dem Prince de Condé (der in Ungnade gefallen war), auf Betreiben von Kardinal Richelieu durch den König Louis XIII. der Besitz eines Regiments verboten.
Per Dekret des Königs (Lettre de cachet) erhielt Henri II. de Bourbon dann am 11. Juni 1644 erneut die Erlaubnis, ein Infanterieregiment aufzustellen, es erhielt jedoch nicht seine vorherige Ranglistennummer zurück. Nach der Überwinterung in der Champagne wurde es am 4. Juni 1645 in Verdun durch den Duc d’Enghien besichtigt und dann nach Deutschland kommandiert.

### Französisch-Spanischer Krieg (1635–1659)
- 1645: Das Regiment überquerte im Juni bei Speyer den Rhein und war ab dem 15. Juli bei der Belagerung von Rothenburg beteiligt. Es folgte de Teilnahme an einem Gefecht bei Nördlingen, in der der Colonel-lieutenant de Chérizy verwundet wurde. Nach der Einnahme von Dinkelsbühl und Heilbronn kehrte die Einheit nach Frankreich zurück.
- 1646: Feldzug in Flandern mit der Einnahme von Courtrai, Berghes, Fort Maryck, Veurne und Dunkerque. Der Prince de Condé verstarb am 26. Dezember und das Regiment ging mit Erlaubnis des Königs vom 31. Dezember an dessen Sohn Louis II. de Bourbon über.
- 1647: Verlegung nach Katalonien. Dazu wurde es am 16. April in Agde auf Schiffe verladen und am 20. April in Barcelona an Land gesetzt. Von hier aus marschierte es zur Belagerung von Lerida. Nach dem Ende der Belagerung wurde „Condé“ bei der Einnahme von Algier und zum Schutz von Constantine eingesetzt.
- 1648: Verlegung in die Pyrenäen und dann nach Flandern. Im Mai Teilnahme an der Belagerung von Ypern und im August in der Schlacht bei Lens. Hier konnte es mit seinen Pikenieren die bis in die zweite Reihe durchgedrungenen spanische Kavallerie aufhalten. Das Jahr endete für das Regiment mit Kämpfen bei Veurne, in denen der Capitaine de Rochette getötet wurde.
- 1649: Im März Verlegung in die Picardie zur Armee von Maréchal de Plessis. Unter dem Kommando des Regimentsinhabers war es an der Belagerung von Condé-sur-l’Escaut beteiligt.

### Fronde
- 1649: Ende dieses Jahres kam der Prince de Condé in Konflikt mit dem Kardinal Mazarin, woraufhin de Condé das Regiment unter seinem Colonel-lieutenant Saint-Micault nach Seurre in Burgund beorderte, wo es den Namen „Régiment de Bellegarde“ erhielt.
- 1650: Da Condé aktiv im Aufstand der Fronde gegen den König stand, wurde das Regiment am 20. Januar kassiert (das heißt, es wurde offiziell seines Status für verlustig erklärt und war somit nicht mehr Teil der Armee des Königs), da es jedoch de facto weiterbestand, wurde Seurre von der königlichen Armee belagert und musste sich am 19. April ergeben. Am 21. Juni wurde das Regiment aufgelöst und seine Reste sowie die des Régiment d’Enghien der Armee von Turenne zugeteilt, mit der sie in der Schlacht bei Rethel besiegt wurden.
- 1651: Nach der Flucht von Kardinal Mazarin nach Köln wurde das Regiment mit Befehl vom 26. Februar wieder rehabilitiert und unter das Kommando von Colonel-lieutenant Marquis de Folleville gestellt. Am 13. September wurde es erneut kassiert, da de Condé zwischenzeitlich angeklagt und zum Tode verurteilt worden war. Seine Besitztümer waren beschlagnahmt worden. Das Regiment folgte De Condé, der nach Spanien geflüchtet war. Hier diente es weiterhin de Condé, der in Spanien hoher Militärbefehlshaber geworden war.
- 1659: Nach dem Pyrenäenfrieden wurde Condé amnestiert und kehrte mit dem Regiment nach Frankreich zurück, wo es am 7. November mit der Ranglistennummer 47 (anstelle der Nummer 35, die es vor der Rebellion innegehabt hatte) wieder in die königliche Armee aufgenommen wurde.

### Devolutionskrieg (1667 bis 1668)
- 1667: Einsatz bei der Belagerung von Charleroi, wo es nach der Einnahme Garnison bezog.
- 1668: Feldzug in die Franche-Comté, danach wurde die Einheit von 12 auf vier Kompanien reduziert.

### Holländischer Krieg 1672 bis 1678
- 1672: Auf 16 Kompanien verstärkt stand es in diesem Jahr unter dem Kommando des Regimentsinhabers.

Am 10. Oktober begann der Statthalter der Niederlande Wilhelm III. (Oranien) mit der Belagerung von Woerden und griff dabei unverzüglich das von drei Kompanien des Régiment d’Auvergne und einer Kompanie des „Régiment de Condé“ gehaltene Fort Warth an. Diesen Angriff musste er nach großen Verlusten abbrechen.
- 1673: Das Jahr verbrachte das Regiment in Holland.
- 1674: Die Einheit verließ Zütphen im März und stieß zur Armee, die von Prince de Condé kommandiert wurde. Es folgte die Teilnahme an der Schlacht bei Seneffe in der es, zusammen mit dem Régiment d’Auvergne, am Angriff auf das Dorf Fay teilnahm und das bis zum Ende des Tages gehalten wurde. Dem Colonel-lieutenant Marquis de Nesle wurde ein Bein abgerissen, der Colonel-lieutenant Dumont wurde ebenfalls verwundet.
- 1675: Beteiligung an der Einnahme von Dinant, Huy und Limbourg. Im Juli erfolgte die Verlegung nach Trier. Bei einem Streifzug nach Bitburg wurde der Capitaine Fonteville getötet. Am Jahresende verlegte die Einheit zur Armee an den Rhein.

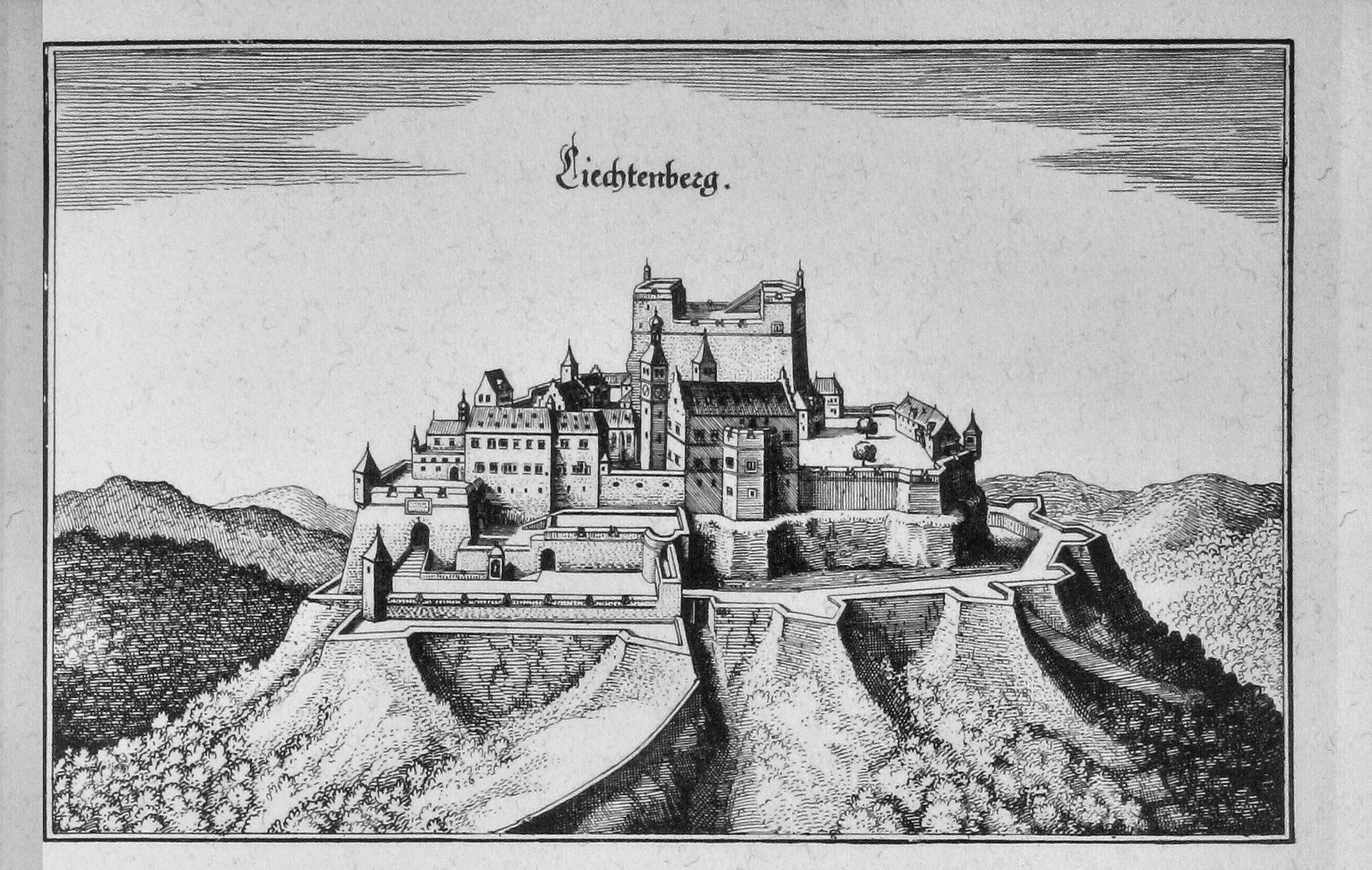
Burg Lichtenberg

- 1676: Einsatz bei der Sicherung von Haguenau und Saverne und im Gefecht bei Kokersberg. * 1677: Das Regiment stand bei der Belagerung von Freiburg.
- 1678: Angriff auf die Brücke bei Säckingen, Teilnahme an der Belagerung von Kehl und der Eroberung der Burg Lichtenberg.
- 1679: Gefecht bei Minden[8]

### Reunionskrieg 1683 bis 1684
- 1684:«Condé» diente bei der Belagerung von Luxemburg. An dem Tag, an dem man begann die Belagerungsgräben anzulegen, griff das Regiment den Vorort Grund und die Unterstadt an

### Pfälzischer Erbfolgekrieg 1688 bis 1697
- 1688: «Condé» war bei der Belagerung von Philippsburg eingesetzt, bei der der Colonel-lieutenant marquis de Nesle tödlich verwundet wurde.
- 1689: Feldzug in Flandern, Einsatz in der Schlacht bei Walcourt
- 1690: Schlacht bei Fleurus
- 1691: Zur Alpenarmee abkommandiert war die Einheit an der Besetzung der Grafschaft Nizza beteiligt.
- 1692: Garnison in Pignerol und Suze
- 1693 Zusammen mit dem Régiment de Maine bildetet es eine Brigade in der Schlacht bei Marsaglia
- 1694 bis 1695: ?
- 1696: Bei der Belagerung von Valenza, wo es am 29. September einen Ausfall der Besatzung abwehren konnte.
- 1697: Das Regiment stand im Feldzug an der Maas.

### Spanischer Erbfolgekrieg (1701 bis 1714)
- 1701: Am 1. Februar wurde ein zweites Bataillon aufgestellt und das Regiment auf Kriegsstärke gebracht. Ein Bataillon wurde zu Maréchal de Boufflers kommandiert und nahm an der Verteidigung von Diest teil.[9]
- 1702: Zunächst in Strasburg zog es dann im September unter Maréchal de Villars zunächst in die Festung Hüningen und von dort in das Gefecht bei Friedlingen.
- 1703: Bei der Belagerung von Kehl, dem Angriff auf die Bühl-Stollhofener Linie und dem Gefecht im Tal von Hornberg. Im Mai erfolgte unter Louis II. Joseph de Bourbon, duc de Vendôme der Abmarsch nach Tirol. hier wurde innerhalb zwei Stunden die Festung Kufstein eingenommen. Es folgte das Gefecht bei Rottenberg und die Einnahme von Innsbruck. Zurück in Bayern wurde Kempten und Augsburg eingenommen und in der Stadt Winterquartier bezogen.
- 1704: Im Rekrutendepot des Regiments wurde ein drittes Bataillon aufgestellt und unter dem Comte de Coigny an die Mosel kommandiert. Später bezog es Quartier in Strasburg. Das 1. Bataillon war der Armee von Maréchal Marsin, das 2. der von Maréchal Tallard zugeteilt. Letzteres kämpfte im Juni bei der Belagerung von Villing, beide dann in der Schlacht bei Höchstädt. Die danach verbliebenen Überreste des Regiments marschierten an den Rhein und wurden als Garnison von Fort-Louis verwendet.
- 1705: Das Regiment verbrachte den größten Teil des Feldzuges des Jahres in der Gegend um Schweighausen
- 1706: Bei der Belagerung von Fort-Louis, der Einnahme von Drusenheim, Lauterbourg, Haguenau und der Île du Marquisat[10].
- 1707:?
- 1708: Teilnahme an der Schlacht bei Oudenaarde und am Gefecht bei Leffinge. In letzterem geriet der Colonel-lieutenant de Montmorency in Gefangenschaft. Während der folgenden Belagerung von Lille wurde «Condé» unter dem Comte de La Mothe zur Aufklärung an der Leie eingesetzt.
- 1709: Zurück im Elsaß bezog die Einheit Stellungen in Scherback an der Lauterlinie (Lignes de la Lauter). Gefecht bei Rumersheim
- 1710 bis 1713: Verbleib in den Stellungen an de Lauter mit Abkommandierungen zur Belagerung von Landau und der Belagerung von Freiburg.
- 1714: Ab dem 1. Januar wurden die Reste des Regiments nach Montereau verlegt

### Polnischer Thronfolgekrieg (1733 bis 1738)
- 1733: Zur Armee in Italien abkommandiert, nahm das Regiment an der Einnahme von Gera d’Adda, Pizzighettone und des Castello Sforzesco in Mailand teil.
- 1734: Bei der Zerstörung von Novara und Tortona eingesetzt, kämpfte es dann in der Schlacht bei Parma, in der dem Colonel-lieutenant de Hautefort die Hand von einer Kugel durchbohrt wurde. Weiterhin stand es bei der Unterwerfung von Modena und kämpfte in der blutigen Schlacht bei Guastalla.
- 1735: Nach der Teilnahme an den Belagerungen von Reggiolo und Gonzaga kehrte das Regiment im August 1736 nach Frankreich zurück und bezog Winterquartiere in Collioure.
- 1737/1738: Ohne Aktivitäten

### Österreichischer Erbfolgekrieg (1740 bis 1748)
- 1740 bis 1742: Das Regiment stand in Flandern ohne Kampfhandlungen
- 1743: Verlegung in die Pfalz mit Garnison in Klingenmünster und Gleiszellen. Bald darauf erfolgte die Kommandierung zur Armee von Maréchal Noailles mit dem das Regiment in die Niederlage der Schlacht bei Dettingen zog. Es verlor den Colonel-lieutenant le marquis de Sabran und vier weitere Offiziere an Gefallenen. Danach kam es nach Landau. Am 23. November gelang es zwei Kompanien Grenadiere und zwei Piquets, unterstützt von einer Abteilung des Régiment de Monin das österreichische Nachschublager in Ettlingen zu überfallen und alles Material zu erbeuten, sowie das Personal gefangen zu nehmen.
- 1744: Das Regiment konnte sich bei der Einnahme von Weissenburg, im Gefecht bei Auenheim, sowie bei der Belagerung von Freiburg auszeichnen. «Condé» verlegte dann unter dem Kommando von Maréchal de camp Henri François, comte de Ségur nach Bayern, wo in Regensburg Quartier bezogen wurde.
- 1745: Einsatz in der Schlacht bei Pfaffenhofen und Abwehrkämpfe während des Rückzuges nach der Niederlage. Zurück am Rhein kam es unter das Kommando von Louis François I. de Bourbon, prince de Conti.
- 1746: Im Juli erfolgte der Abmarsch über die Alpen. Der Winter wurde mit Abwehrkämpfen verbracht.

Als die Alliierten den Var überquert hatten, diente die Einheit beim Wiederaufbau der Inseln Sainte-Marguerite und Saint-Honorat. Sie wurde dann in das Feldlager Tournoux verlegt. Hier blieb es bis zum Kriegsende.
- 1754: Das Regiment lag im Feldlager in Aimeries-sur-Sambre

### Siebenjähriger Krieg (1757 bis 1763)
- 1757: Unter dem Kommando von Maréchal de Tellier kämpfte die Einheit in der Schlacht bei Hastenbeck und zog anschließend zu Louis François Armand de Vignerot du Plessis in Hannover. Am 7. Oktober verließ es unter Victor-François de Broglie das Feldlager in Halberstadt um als Verstärkung zur Armee von Charles de Rohan, prince de Soubise zu stoßen. Mit dieser war es an der Niederlage in der Schlacht bei Roßbach beteiligt und kehrte anschließend nach Hannover zurück.
- 1758: In diesem Jahr sah man das Regiment bei der Einnahme von Halberstadt, bei der Versorgung der besetzten Burg Regenstein und dem Angriff auf Quedlinburg. Kurz darauf kehrte es an den Rhein zurück und wurde auf der westlichen Rheinseite untergebracht.
- 1759: Der Armee des Maréchal Contades zugeteilt kämpfte «Condé» am 1. August in der Schlacht bei Minden, wo es ohne die Hilfe sächsischer Truppen vernichtet worden wäre. Ganz links platziert, hatte es die Hannoveraner Divisionen den größten Teil des Tages gegen sich, denen es sich mit unerschütterlicher Entschlossenheit widerstand. Das Regiment verlor in der Schlacht den Capitaine de Mezières sowie die Lieutenants Chartorn und Larmandin. Unter den Verwundeten befanden sich Colonel-lieutenant La Tour-Landry, der Lieutenant-colonel de Laborde, neun Capitaines und vier Lieutenants. Da das Regiment nach diesem Kampf nicht mehr in der Lage war den Feldzug fortzusetzen, wurde es in Kassel stationiert und nahm bis 1761 nicht mehr am Krieg von teil.
- 1761: Im März wurde Kassel belagert, beim Ausfall am 7. März konnte sich das Regiment auszeichnen. Bei Beginn des Feldzuges stand es im Reservecorps von Louis de Bourbon, mit dem es im September an der Belagerung von Meppen teilnahm.
- 1762: Gefecht bei Johannisberg

### Friedenszeit
Nach seiner Rückkehr nach Frankreich bezog die Einheit zunächst Garnison in Condé-sur-l’Escaut, verlegte im Mai 1763 nach Givet, im Mai 1764 nach Sedan, und im November 1764 nach Mézières, im Juli 1765 wurde es in das Feldlager von Compiègne beordert, wo es unter dem Kommando des Prince du Condé stand. Im August des gleichen Jahres verlegte die Einheit nach Blaye, im April 1766 nach Bayonne, im Juni 1767 nach Tours, im November des gleichen Jahres nach Dünkirchen, im Oktober 1768 nach Aire, im Oktober 1769 nach Thionville, im Januar 1771 nach Quimper, im Juni des gleichen Jahres nach Aire und im Oktober des gleichen Jahres nach Sedan. Es folgte die Verlegung nach Givet im Oktober 1773, nach Lorient und Port-Louis im Oktober 1774 und nach Brest im November 1777.

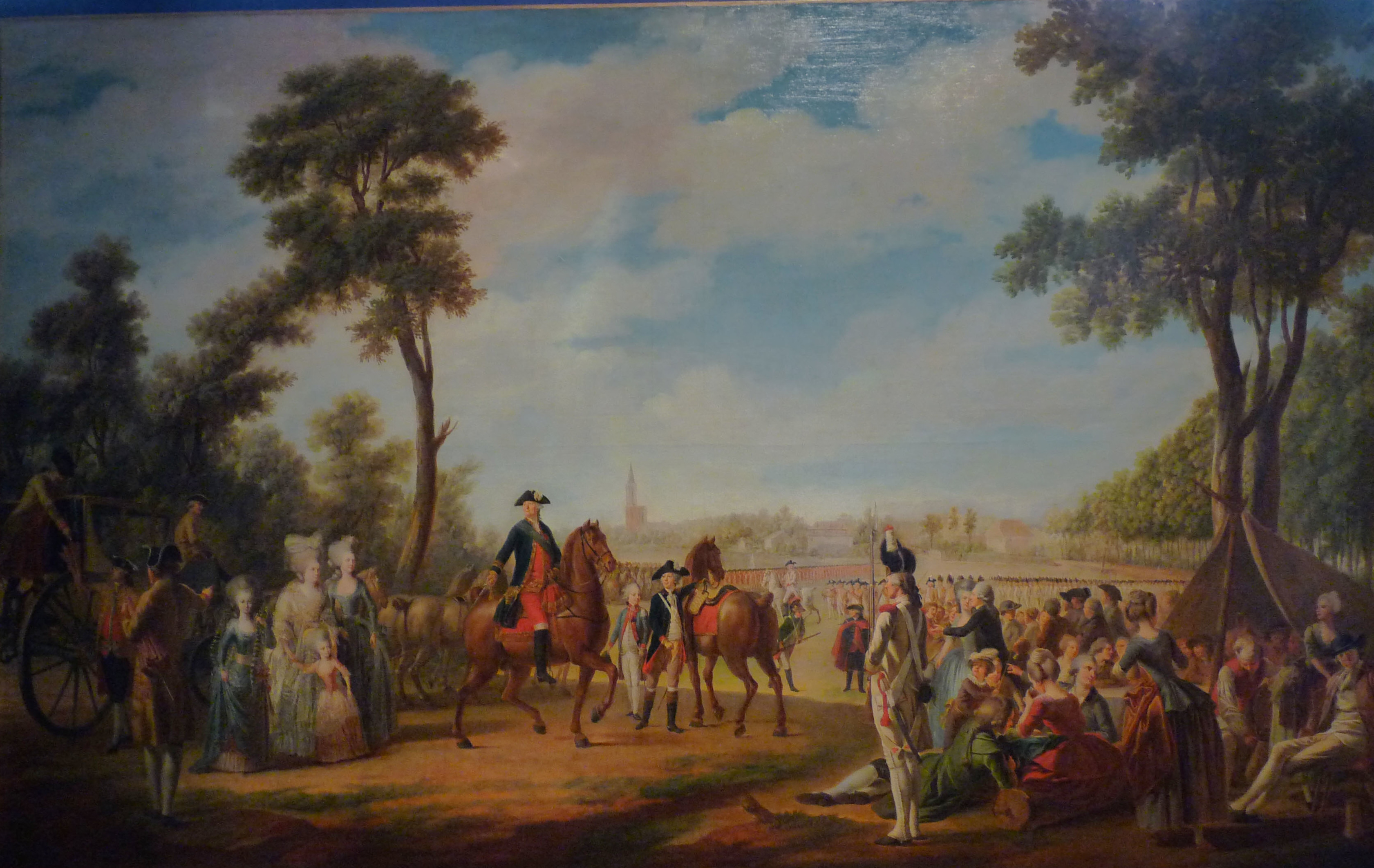
Besichtigung des Régiment de Condé in Strasbourg 1779 oder 1781, (Öl auf Leinwand, Musée historique de Strasbourg).

Zu dieser Zeit, mit Ausnahme von zwei in Bellisle verbliebenen Kompanien, wurde das Regiment auf Schiffe von verschiedenen Geschwadern aufgeteilt. Der größte Teil war an Bord der Flotte des Comte d’Orvilliers, die am 27. Juni 1778 an der Schlacht bei Ouëssant beteiligt war.
Im November des Jahres 1778 kam das Regiment in Schlettstadt an und verlegte im April des folgenden Jahres nach Phalsbourg, im November 1779 nach Strasbourg, nach Cambrai im November 1781, nach Douai im November 1783, nach Redon und Vannes im April 1784 und nach Lille im November 1785.
Das 1. Bataillon befand sich 1789 noch in dieser Stadt, als man erfuhr, dass der Prince de Condé, der das Signal der Emigration gab, Paris am 16. Juli verlassen hatte. Diese Nachricht löste eine sehr lebhafte Unruhe im Regiment aus, dessen Soldaten alle Abzeichen, die sie an ihren Regimentsinhaber erinnerten, weggeworfen haben sollen. Auf jeden Fall wurde dem 1. Bataillon befohlen, Lille zu verlassen und nach Boulogne zu gehen, wo sich ihm das 2. Bataillon anschloss, das während der Unruhen, die mit der Einnahme der Bastille endeten, nach Rouen abkommandiert worden war. Das 2. Bataillon wurde dann im September 1790 an die Aire kommandiert. Im Juni 1791 brach es dann nach Metz auf, wobei es im Januar 1792 Montmédy passierte.

## Kriege der Revolution und des Ersten Kaiserreichs
Am 1. Januar 1792 war das Regiment in Longwy stationiert. Es umfasste 1012 Mann, 503 Mann waren abwesend.
Das 1. Bataillon wurde der Armée du Nord zugeteilt. Es konnte sich am 23. Mai 1792 im Gefecht beim Weiler Hamptinnes auszeichnen, die Grenadiere wiesen zwei Angriffe der österreichischen Vorhut zurück und mussten erst dem dritten Angriff nachgeben. Sie zogen sich dann in guter Ordnung nach Saint-Aubin-sur-Aire zurück, wo sie sich mit dem restlichen Bataillon wieder vereinigten. Nach einer hartnäckigen Verteidigung des Ortes unter Kommando von Colonel Villione musste man den Ort aufgeben und sich nach Philippeville zurückziehen. Nach der Kanonade bei Valmy wurde es zur Moselarmee (Armée de la Moselle) kommandiert und diente unter dem Général Beurnonville im Gebiet um Trier. Es konnte sich 1793 im Gefecht bei Haguenau und bei der Rückeroberung der Weissenburger Linien erneut auszeichnen. Am 20. Juni 1794 wurde es im Zuge der Premier amalgame zur Aufstellung der „109e demi-brigade de bataille“ verwendet.
Das 2. Bataillon war ständig bei der Armée de la Moselle und der Armée du Rhin (Rheinarmee) eingesetzt. In der Festung Mainz eingeschlossen, (Belagerung von Mainz (1793)) konnte es sich am 30. Dezember 1793 bei einem Ausfall gegen die feindlichen Postierungen auszeichnen. Am 3. Mai 1793 wurde es zur Aufstellung der „110e demi-brigade de bataille“ verwendet.

### 55erégiment d’infanterie
1805/1806 wurde das Regiment in Toulon auf Schiffe der Flotte verladen und nach Italien gebracht, wo es im 4. Korps an den Feldzügen der Jahre 1807 und 1808 teilnahm. Von 1809 bis 1810 stand es mit dem 7. Korps im Département Pyrénées-Orientales und im 4. Korps in Deutschland. 1811 bis 1813 gehörte es zum gleichen Korps in Katalonien und Aragonien. 1814 gehörte es zum 6. Korps in Lyon und 1815 zum 9. Korps. Am 16. August wurde es in Avignon aufgelöst. Das Personaldepot wurde zur Aufstellung der neuen Einheit „Légion du Vaucluse“ verwendet. Im Jahre 1820 wurde aus der „Légion du Vaucluse“ das „18e régiment d’infanterie léger“ (18. Leichtes Infanterieregiment) gebildet
- 1792:

Einsatz in der Kanonade bei Valmy
Mit der „Armée de la Moselle“ Feldzug nach Trier
- 1800:

Belagerung von Genf
- 1805:

Schlacht bei Dürnstein
Schlacht bei Austerlitz
- 1806:

Schlacht bei Jena und Auerstedt,
Schlacht bei Lübeck
- 1807:

Schlacht bei Eylau
Schlacht bei Heilsberg
Verlegung nach Spanien
- 1808:

Schlacht bei Medina de Rioseco
- 1809 :

Schlacht bei Almonacid,
Schlacht bei Ocaña
- 1811 :

Schlacht bei La Albuera,
in Almendralejo
- 1812 :

in Campillo,
in Coín (Provinz Málaga),
Verlegung zur Grande Armée
Gefecht bei Borissow,
bei der Plünderung von Wilna
- 1813 :

Schlacht bei Bautzen,
Schlacht bei Dresden,
Schlacht bei Kulm,
- 1814 :

Verlegung nach Spanien
Schlacht bei Orthez
Schlacht bei Toulouse (1814)
- 1815 :

Herrschaft der Hundert Tage
Feldzug nach Belgien mit der „1re division d’infanterie“
Schlacht bei Ligny,
Schlacht bei Waterloo
In der Schlacht bei Waterloo konnten das 4e régiment de chevau-légers lanciers unter seinem Colonel Louis Bro nach einem Angriff auf die britischen Royal Scots Greys die verlorengegangenen Fahne und Adler des „55e régiment d’infanterie“ zurückerobern. Dabei wurde de britische Generalmajor Sir William Ponsonby getötet.

### Offiziersverluste in den Kriegen der Revolution und des Ersten Kaiserreichs
- 36 Offiziere sind gefallen;
- 10 Offiziere sind an ihren Verwundungen verstorben;

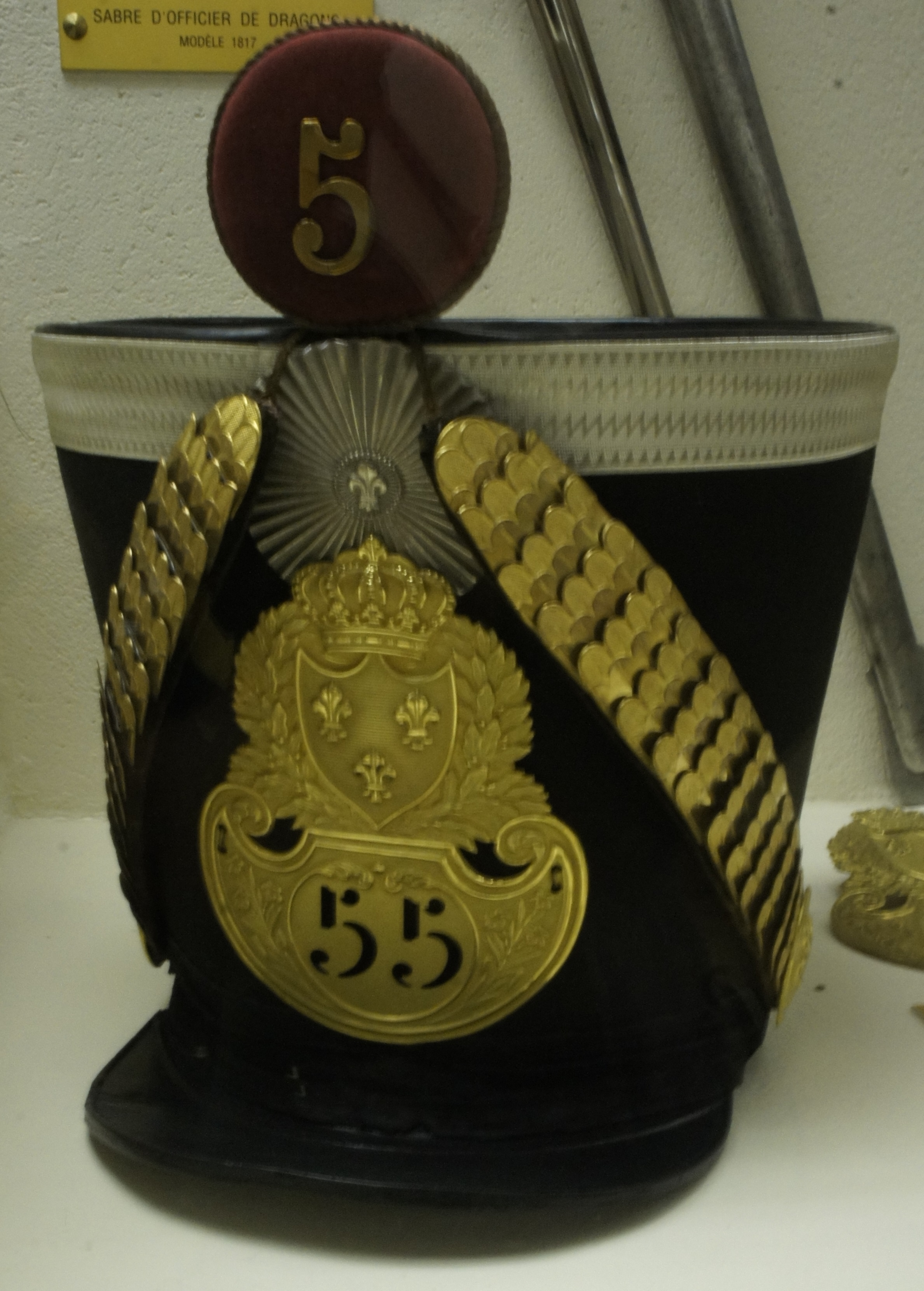
Tschako der 5. Kompanie nach 1815

- 100 Offiziere wurden verwundet.[12]

### 1815 bis 1848

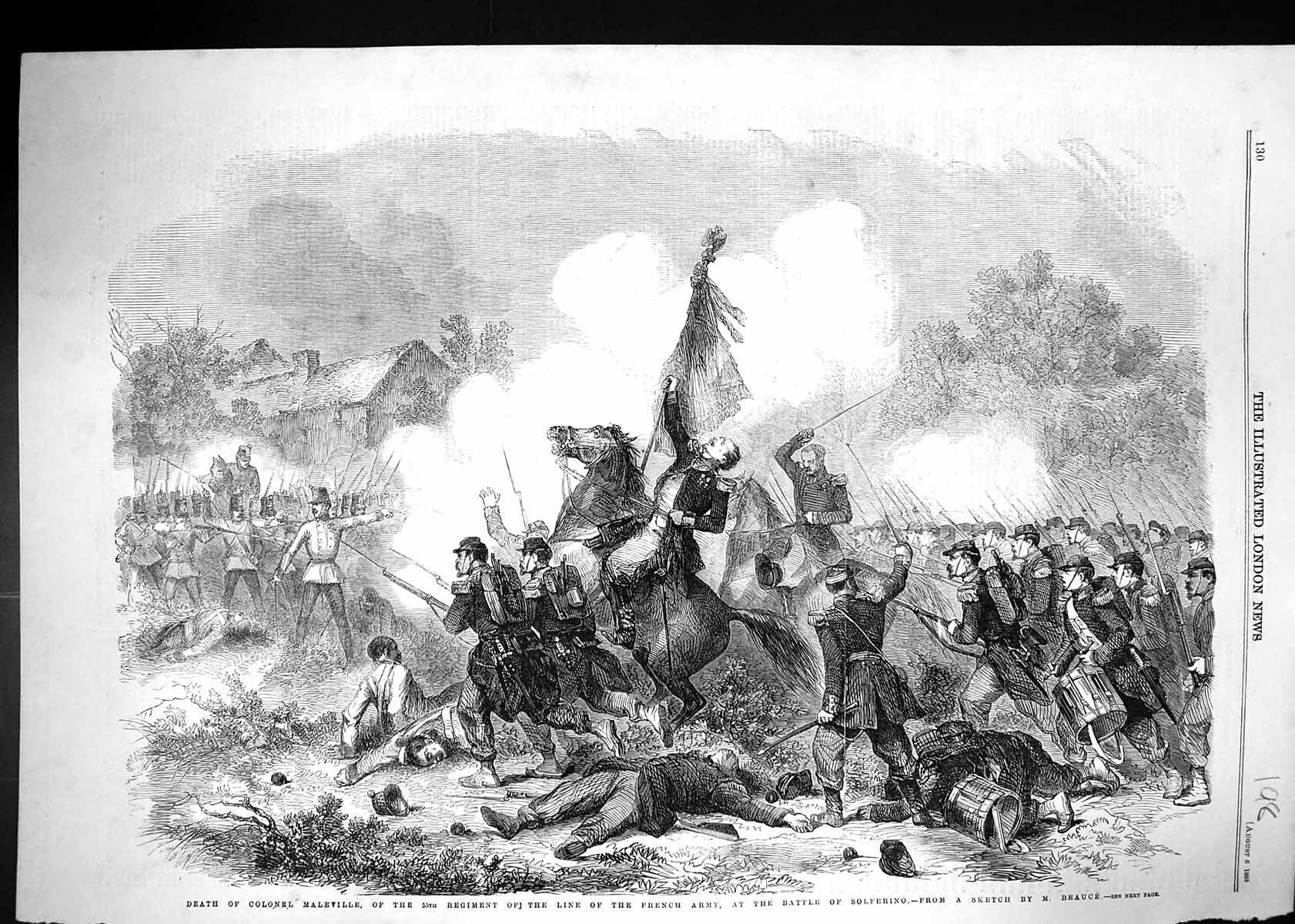
Colonel Charles de Maleville, Kommandant des 55^{e} régiment d’infanterie de ligne, in Casa Nuova im Gefecht bei Medole während der Schlacht bei Solferino am 24. Juni 1859

- 1832 bis 1834: Kämpfe bei der Eroberung von Algerien

### Zweites Kaiserreich
- Sardinischer Krieg

Schlacht bei Solferino
- 1863 bis 1866:

Kämpfe bei der Eroberung von Algerien
- Deutsch-Französischer Krieg

Mit dem 32e régiment d’infanterie de ligne und dem 3e bataillon de chasseurs à pied, bildete da 55e régiment d'infanterie de ligne (1887 Mann) die 1. Brigade in der 1. Division von Général Vergé im 2. Korps der Armée du Rhin unter dem Kommando von Général Charles Auguste Frossard.
Schlacht bei Spichern, Schlacht bei Mars-la-Tour und Schlacht bei Gravelotte
Am 16. August 1870 wurde aus überzähligen Soldaten ein viertes Bataillon gebildet. Das Bataillon wurde zur Aufstellung des „114e régiment d’infanterie de marche“ (114. Marschregiment) herangezogen, das zur 1. Brigade der 3. Division im 13. Armeekorps der 3. Armee gehörte. Es war bei der Verteidigung von Paris in der Truppe von Général Joseph Vinoy eingesetzt.
Die französische Chronik des Deutsch-Französischen Krieges erwähnt für den 17. November 1870 im Zug der Kämpfe um Torçay eine Marschkompanie des „55e RI“ als Teil des „36e régiment d'infanterie de marche“. Diese Einheit war am 6. Januar 1871 noch am Gefecht bei Mazangé beteiligt.
Die 8. Kompanien des 2. und 3. Bataillons des „55e RI“, die in das „29e régiment d'infanterie de marche“ eingestellt waren, kämpften im Département Loiret in den Gefechten bei Chilleurs-aux-Bois, Ladon, Boiscommun, Neuville-aux-Bois und Mézières-en-Gâtinais.

### 1881 bis 1883
- Ein Bataillon war am Feldzug in Tunesien beteiligt

### Erster Weltkrieg
Bei Kriegsbeginn war das Regiment in Pont-Saint-Esprit und Aix-en-Provence stationiert. Es gehörte zur 60. Infanteriebrigade in der 30. Infanteriedivision im 15. Armeekorps. Ab Juni 1915 erfolgte die Unterstellung unter die 126. Infanteriedivision.

### 1914
- 26. August: Abwehrkämpfe bei Mont-sur-Meurthe
- 6. bis 9. September: Schlacht bei Revigny-sur-Ornain
- 20. September: Stellungskämpfe bei Avocourt
- 13. November: Stellungskämpfe bei Béthincourt

#### 1915
- 12. Januar: Stellungskämpfe bei Béthincourt
- 15. Juni:Kämpfe in den Argonnen (Binarville / Vienne-le-Château)

#### 1916
- Einsatz in der Schlacht um Verdun[15]

#### 1917
- Einsatz in der Schlacht um Verdun

#### 1918
- Schlacht bei Amiens
- 27. September bis 1. Oktober: Schlacht am Canal du Nord

Nach dem Ende des Krieges wurde das Regiment aufgelöst.

### Zweiter Weltkrieg
Am 6. September 1939 wurde die Einheit als 55e régiment d’infanterie alpine (55. Gebirgsinfanterieregiment) wieder aufgestellt. Es stand unter dem Kommando von Lieutenant-colonel Cotinaus und gehörte zur 30. Gebirgs–Infanteriedivision. Die Aufstellung wurde durch die „Région Militaire, Centre Mobilisateur d’infanterie; réserve A“ (CMI 154) durchgeführt.
Über den weiteren Verbleib des Regiments bekannt. Anscheinend wurde es wie viele andere nach dem Waffenstillstand von Compiègne aufgelöst und nicht wieder aufgestellt.

## Ehrungen
Die Fahne des Regiments trägt die Inschriften der Schlachten, an denen das Regiment beteiligt war:

Fahne Modell 1880
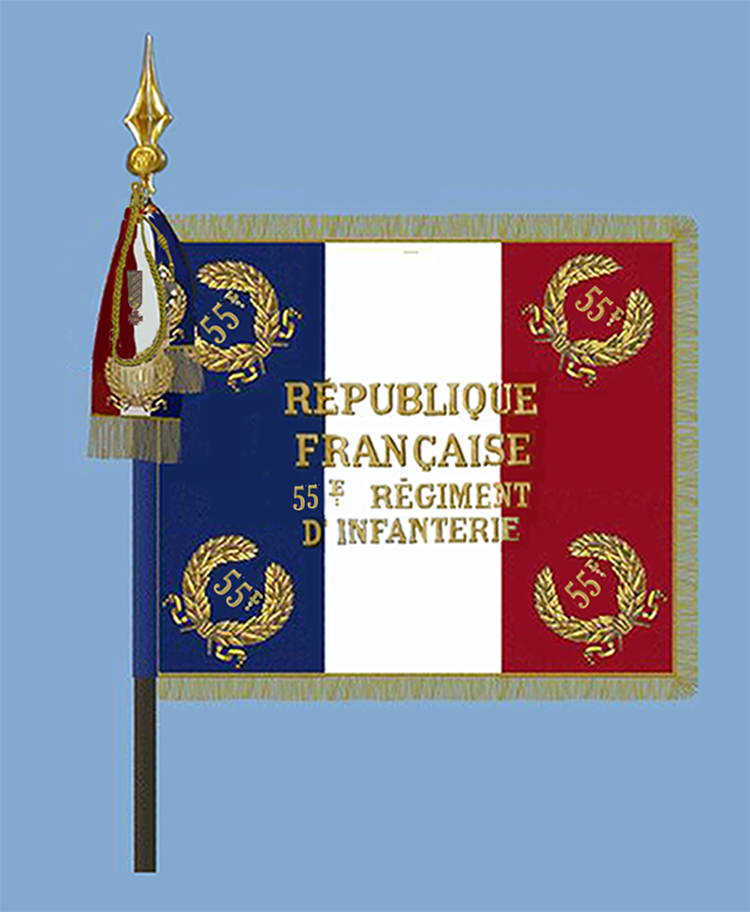
Fahne des Regiments mit Fourragère der Medaille militaire
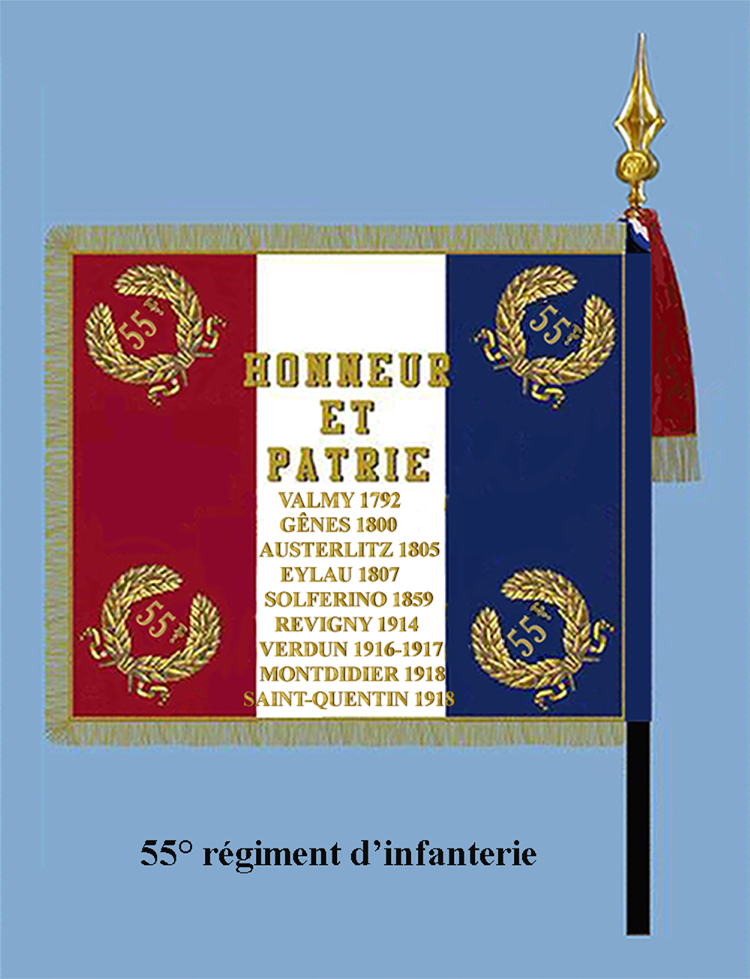
Rückseite mit den Ehrenvollen Erwähnungen

Das Regiment ist mit dem Croix de guerre (1914–1918) (mit vier Palmenzweigen für die Belobigungen durch die Armee) und der Fourragère der Medaille militaire dekoriert.
Die Angehörigen des Regiments (auch bei einer eventuellen Wiederaufstellung) haben das Recht, die Fourragère der Médaille militaire zu tragen.

## Persönlichkeiten, die im Regiment dienten
- Général de division André Joseph Lemaire (1738-1802), 1754 als Freiwilliger
- Alfred de Vigny, als Lieutenant
- Colonel Charles Ardant du Picq (1821-1870), 1864 Lieutenant-colonel im Regiment
- Charles Camoin, 1901 als Soldat im Regiment